# 벤쿨렌역

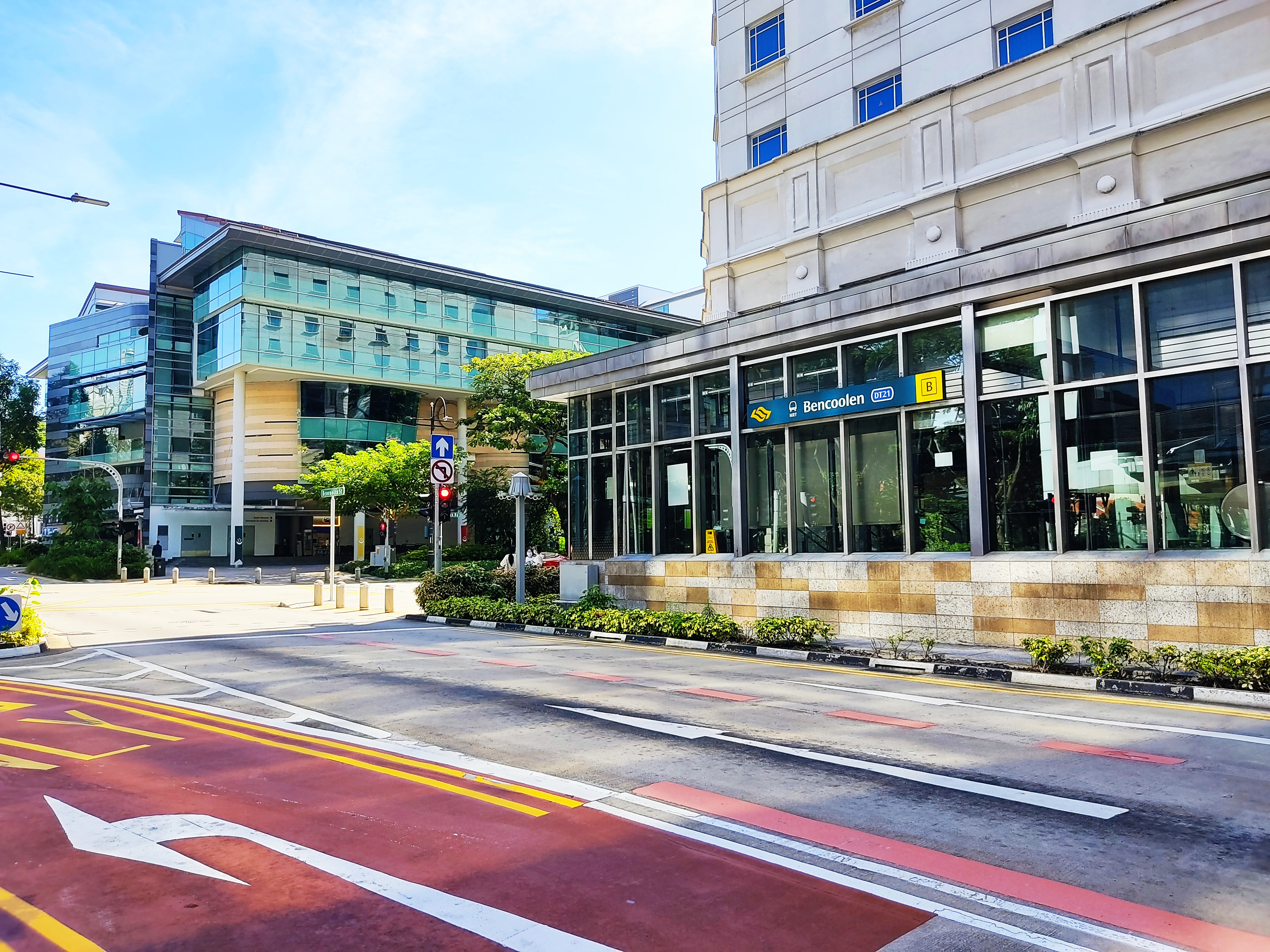

벤쿨렌역(Bencoolen MRT station)은 싱가포르 다운타운선(DTL)의 지하 MRT(Mass Rapid Transit) 역이다. 벤쿨렌 스트리트(Bencoolen Street) 아래에 위치한 이 역은 주로 NAFA(Nanyang Academy of Fine Arts), 싱가포르 경영 대학교(Singapore Management University) 및 주변 개발 지역에 서비스를 제공한다. 벤쿨렌역은 도로 수준보다 43미터(141피트) 아래에 있으며 싱가포르에서 가장 깊은 역이다.
이 역은 DTL 스테이지 3(DTL 3) 역이 공개된 2010년 8월에 처음 발표되었다. 역사와 연결 터널을 건설하는 것은 DTL의 위치가 좁고 기존 운영 터널 근처에 DTL 터널을 건설해야 하기 때문에 가장 어려운 프로젝트 중 하나였다. 이 역은 위의 벤쿨렌 스트리트 개조 공사와 함께 2017년 10월 21일에 완공되었다. 이 역에서는 아트 인 트랜싯 프로그램의 일환으로 NAFA 학생들의 "Tracing Memories"를 선보인다.